# Сагидуллин, Габдулла Гайфуллович
Габдулла́ Гайфу́ллович Сагиду́ллин (30 июня 1938, д. Нижние Леканды, Аургазинский район, Башкирская ССР, РСФСР — 5 декабря 1999, Уфа) — советский российский учёный в области физики взрыва, доктор технических наук (1978), профессор (1980).

## Биография
Родился 30 июня 1938 года в деревне Нижние Леканды, Аургазинский район, Башкирская ССР, РСФСР.
В 1965 году окончил Ленинградский технологический институт. В том же году начал работать в проектном институте «Союзмашпроект» в Москве.
С 1968 по 1998 год работал в Московском институте химического машиностроения. В 1978 году защитил докторскую диссертацию, избран профессором в 1980 году.
В 1987 году стал создателем и руководителем лаборатории взрывной технологии и аппаратуры во Всероссийском научно-исследовательском институте по строительству трубопроводов. В 1994 году организовал и возглавил Центр взрывных технологий.
В 1998 году переехал в город Уфа, где был назначен заведующим отделом взрывных технологий в Институте проблем транспорта энергоресурсов.
Написал научные работы по физике взрыва и детонационным процессам. Им были разработаны научные основы и инженерные методы расчёта принципиально новых конструкций детонирующих шнуров, используемых в качестве новых взрывчатых средств повышенной надёжности.
Создал системы неэлектрического взрывания с помощью волновода, способный передавать детонационный импульс на большие расстояния без разрушения трубчатой оболочки.
Также разработал новые типы зарядов для резки металлоконструкций, бетона, железобетона, камня, дерева; отработаны заряды для ремонтно-восстановительных работ действующих трубопроводов. Опубликовал 150 научных публикаций. Имеет 70 авторских свидетельств и патентов на изобретения.
Умер 5 декабря 1999 года в Уфе.